# Apathie

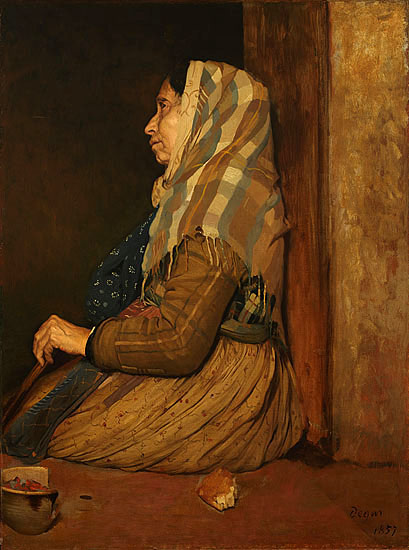
Edgar Degas – Römische Bettlerin

Mit Apathie (altgriechisch ἀπάθεια apátheia „Unempfindlichkeit“) bezeichnet man in der Medizin die Teilnahmslosigkeit, mangelnde Erregbarkeit und Unempfindlichkeit gegenüber äußeren Reizen.
Häufig ist die Apathie mit anderen Symptomen verbunden, wie beispielsweise Appetitlosigkeit, Traurigkeit, Niedergeschlagenheit, Schlaflosigkeit (oder Schläfrigkeit) und Veränderungen der Urteilskraft.

## Etymologie
Der Begriff „Apathie“ stammt ab von griechisch: ἀπάθεια (apátheia), zusammengesetzt aus dem Präfix ἀ- (a-), das eine Verneinung ausdrückt, und πάθος (páthos), was „Gemütsbewegung“, „Leidenschaft“ oder „Leid“ bedeutet. Wörtlich übersetzt bedeutet „Apathie“ somit „Freiheit von Leidenschaft“ oder „Empfindungslosigkeit“.
In der Antike wurde der Begriff vor allem in der stoischen Philosophie verwendet. Die Stoiker betrachteten apátheia als einen idealen Zustand der Gemütsruhe, in dem ein Mensch von irrationalen Leidenschaften und Gefühlen befreit ist und nur von Vernunft geleitet wird. In diesem Kontext war Apathie positiv konnotiert und stand für Selbstbeherrschung und emotionale Ausgeglichenheit.
Im Laufe der Zeit veränderte sich die Bedeutung des Begriffs. In der modernen Psychologie und Medizin beschreibt Apathie eher einen pathologischen Zustand des emotionalen Desinteresses oder der Teilnahmslosigkeit, oft in Verbindung mit psychischen oder neurologischen Erkrankungen.

## Symptome und Erscheinungsformen
Apathie kann sowohl körperlich als auch geistig sein. Sie kann sich in Form von Erschöpfung, verminderter Energie und der Unfähigkeit, sich zu konzentrieren und zu denken, äußern.
Die Symptome der Apathie umfassen eine Vielzahl von psychischen, physischen und sozialen Merkmalen. Personen, die von Apathie betroffen sind, zeigen häufig einen Mangel an Energie und Motivation sowie eine generelle Demotivierung. Dies geht oft mit einer Gleichgültigkeit gegenüber dem Leben und alltäglichen Aktivitäten einher.
Betroffene erleben zudem Stimmungsschwankungen und eine allgemeine Verschlechterung der Stimmung, begleitet von Gefühlen der Traurigkeit und Ängstlichkeit. Schläfrigkeit, Lethargie und eine erhöhte Müdigkeit sind ebenso charakteristisch wie Trägheit und eine verminderte Fähigkeit, klar zu denken. Die Konzentrationsfähigkeit ist häufig beeinträchtigt, und es besteht ein Desinteresse an Umweltreizen.
Darüber hinaus kann Apathie die Schlafqualität verringern und zu einer schlechteren Arbeitsleistung führen. Im sozialen Bereich zeigen sich oft Probleme in zwischenmenschlichen Beziehungen, eine Vernachlässigung des sozialen Lebens und introvertierte Tendenzen. Körperliche Beschwerden wie Kopfschmerzen und Migräne können ebenfalls auftreten.

## Ursachen
Apathie kann viele verschiedene Ursachen haben. Schwere Erlebnisse wie Kriegstraumata oder längere Isolation (z. B. Hospitalismus bei Deprivationssyndromen) können Apathie auslösen. Der Mangel an menschlicher Interaktion und emotionaler Unterstützung in solchen Fällen führt oft zu einem Zustand der Teilnahmslosigkeit. Substanzen wie Marihuana sowie Nebenwirkungen von Medikamenten (unerwünschte Arzneimittelwirkungen, UAW) sind ebenfalls bekannte Auslöser von apathischem Verhalten.
Apathie tritt vor allem bei fortgeschrittener Demenz auf. Die Häufigkeit ist bei den verschiedenen Demenzarten unterschiedlich: Sie beträgt bei Morbus Alzheimer 63 %, bei vaskulärer Demenz 72 %, bei Lewy-Body-Demenz 57 % und bei frontotemporaler Demenz 92 %.
Weitere neurodegenerative Erkrankungen von Bedeutung sind das Frontalhirnsyndrom und andere seltene wie Niemann-Pick-Krankheit, Creutzfeldt-Jakob-Krankheit, Chagas-Krankheit und progressive supranukleäre Blickparese (PSP). Die genetische Erkrankung Chorea Huntington führt insbesondere im späteren Verlauf zu apathischem Verhalten. In seltenen Fällen kann eine Vitamin-D-Hypervitaminose, d. h. eine Überdosierung von Vitamin D, zu Antriebslosigkeit führen. 
Apathie tritt auch als zentrales Symptom von verschiedenen psychischen Störungen auf. Dazu zählen die Schizophrenie, Anorexia nervosa und Depressionen. Ebenfalls können sich Anzeichen der Apathie bei Autismus zeigen, was oft auf eine andere Verarbeitung von Emotionen und sozialen Reizen zurückzuführen ist.

## Messinstrumente
Die Erfassung von Apathie erfolgt durch validierte psychometrische Skalen, die auf verschiedene Aspekte der Erkrankung abzielen.

### Apathie-Evaluations-Skala (AES)
Die AES ist eines der am häufigsten eingesetzten Instrumente zur Beurteilung von Apathie. Sie wurde speziell von Robert Marin (1991) entwickelt, um die Symptome von Apathie bei neurologischen und psychiatrischen Patienten zu messen. Die Skala umfasst 18 Fragen, die das Verhalten, die Gedanken und die Emotionen des Patienten bewerten.

### Apathy Motivation Index (AMI)
Der AMI fokussiert sich auf die gesunde Bevölkerung und differenziert die Apathie und Motivation in drei Subtypen: Verhaltens-, soziale und emotionale Bereiche.

### Dimensional Apathy Scale (DAS)
Die DAS ist ein neueres Instrument, entwickelt für Personen mit motorischen Beeinträchtigungen, und unterteilt Apathie in drei neurologische Dimensionen:
- Exekutive Apathie: Schwierigkeiten bei der Planung und Durchführung von Aktivitäten.
- Emotionale Apathie: Verminderte emotionale Reaktionen.
- Initiativebezogene Apathie: Verlust von Motivation und Antrieb.